# シュムエル・アグノン
シュムエル・ヨセフ・アグノン（Shmuel Yosef Agnon, 1888年7月17日 – 1970年2月17日）は、ノーベル文学賞を受賞した最初のヘブライ文学作家。1966年にネリー・ザックスと共同で受賞した。シャイ・アグノン（Shai Agnon）としても知られる。
近代ヘブライ文学の中心人物の一人とされるアグノンは、オーストリア＝ハンガリー帝国内のガリツィア・ロドメリア王国ガリチア地方ブチャチ（現在のウクライナ）でシュムエル・ヨセフ・チャチュケス (Shmuel Yosef Czaczkes) として生まれた。父親は毛皮商人で、アグノンは学校に通わなかったが、母親が彼にドイツ文学を教えた。彼は15歳で処女作の詩をイディッシュ語で発表した。その後の三年間で70編の作品をヘブライ語とイディッシュ語で発表する。彼は最初の短編小説『捨てられた妻たち』（Agunot）をアグノンのペンネームで1908年に発表した。1909年にパレスチナに移住し、その後はヘブライ語での作品発表を行った。
1913年にはドイツに移り住み、ザルマン・ショッケンの協力を得て作品発表を続けた。1924年6月6日、火災でその家と蔵書の全てを失いイスラエルへの永住を決意、エルサレム郊外のタルピヨットに居を構えたが、1929年のアラブ人暴動で彼の蔵書は再び失われた。
イスラエルの50新シェケル札にその肖像が描かれている。1954年と1958年の二度、イスラエル賞を受賞した。

## 邦訳
- アグノン(村岡崇光訳) 丸ごとのパン,操の誓い,テヒッラ,イドとエナム,永遠に　ノーベル賞文学全集　主婦の友社、1971